# Русинская Оброда
Руси́нская Оброда (с русин. — «Русинское возрождение»; русин. Русиньска оброда, словац. Rusínska obroda; от полного названия Русиньска оброда на Словеньску используется сокращение РОС) — национально-культурное объединение русинов в Словакии, старейшая и крупнейшая русинская организация в стране. Была основана в 1990 году на территории бывшей Чехословакии. Решение о создании «Русинской Оброды» было принято на съезде словацких русинов 5 марта 1990 года в Медзилаборце. В настоящее время руководство организации находится в Прешове. У «Русинской Оброды» имеются свои региональные городские и сельские отделения по всей Словакии.

## Цели
«Русинская Оброда» была ответственна за кодификацию русинского языка в Словакии. Принять русинский в качестве своего литературного (стандартного) языка было решено 27 января 1995 года. Ещё одним результатом работы организации стало создание русинского отделения (в 1998 году) на базе Института национальных исследований Прешовского университета, преобразованного в 2008 году в Институт русинского языка и культуры. «Русинская Оброда» издает раз в две недели журнал iнфо РУСИН.